# 我在監獄的日子
《我在監獄的日子》（英語：Black Cat in Jail），2000年上映的香港电影，导演吳耀權，主演梁琤、麥家琪、尹揚明、歐錦棠、阮江媚、趙麗貽。

## 剧情
该片讲述四名被重刑入獄的女子，四人後期成為好友，之後四人終於令吾到人生道理的故事。

## 角色
| 演員   | 角色   | 粵語配音 | 備註 |
| 梁琤   | 江翔   | 梁琤     | 本片主角 女殺手 在一次因為救一名小孩而被警察發現並被捕入獄 一開始和監獄裏的犯人不太熟悉，后和羅漫琪、阿月、文文成為好友 暴龍姐之天敵 在監獄中打算尋求寧靜過下輩子，但在上司前來探監時表示只要再殺一個人便可以出獄 最後拒絕上司要求繼續待在監獄過下輩子 |
| 麥家琪 | 羅漫琪 |          | 琪琪 曾為三線女星 在一次被騙而被陷害詐騙，同時因過度激動而不小心撞死一名交通警察而入獄 阿月、文文之好友，後亦和江翔成為好友 暴龍姐之天敵 |
| 尹揚明 | 殺手   | 葉振聲   | 殺手集團殺手 江翔之拍檔 要求江翔重操故業以交換出獄的條件 |
| 歐錦棠 | 阿峰   | 羅偉傑   | 單親爸爸 阿月之夫，與其育有一子 阿陽之父（特別演出） |
| 阮江媚 | 阿月   | 沈小蘭   | 婦人 在一次去内地時被冤枉藏毒 盼望可以見兒子阿陽一面 羅漫琪、文文之好友，後亦和江翔成為好友 阿峰之妻，與其育有一子 阿陽之母 暴龍姐之天敵 最後因抓到真正藏毒的兇手而被判無罪釋放                                                                        |
| 趙麗貽 | 文文   |          | 舞蹈家 在一次因丈夫偷情而在夜晚時用刀把其插死，同時也自首而入獄 在獄中重遇丈夫的小三，後化敵為友 羅漫琪、阿月之好友，後亦和江翔成為好友 暴龍姐之天敵                                                                                                   |
| 雪梨   | 暴龍姐 |          | 本片終極大反派 女監犯，監獄老大 為人火爆，只要誰望其一眼便會揍那名犯人 江翔、羅漫琪、阿月、文文之天敵，並在一起和江翔結怨 最後前來向江翔報復時打算用牙刷插死其時被阿月阻止並被其誤殺身亡                                                               |
| 吳志雄 | 老大   | 楊捷康   | 黑幫老大 殺手集團指定被殺目標（特別客串） |
| 邵音音 | 女監犯 | 邵音音   | 監獄犯人 因經常掉頭髮而假扮生病找醫生拿藥，後和羅漫琪解釋因掉頭髮是小事如果如常向獄警說要看醫生一定會被她們打（特別客串） |

## 外部連結
- 香港影庫上《我在監獄的日子》的資料（繁體中文）
- 豆瓣电影上《我在監獄的日子》的資料 （简体中文）